# صمدآباد، یولاخ
صمدآباد (به لاتین: Səmədabad) منطقه‌ای مسکونی در جمهوری آذربایجان است که در شهرستان یولاخ واقع شده‌است. صمدآباد ۱۸۷۷ نفر جمعیت دارد.